# Serica chautarana
Serica chautarana är en skalbaggsart som beskrevs av Ahrens 2005. Serica chautarana ingår i släktet Serica och familjen Melolonthidae. Inga underarter finns listade i Catalogue of Life.